# Ardène
 (janvier 2021).
Ardene  [aʁdɛn] est un détaillant de mode familial basé à Montréal, Québec, Canada. Fondée au début des années 1980,  Ardene était à l'origine un détaillant d'accessoires et de bijoux, et a depuis ajouté des vêtements, des chaussures, des collaborations avec des marques et des vêtements sous licence à sa gamme de produits.
La compagnie opère près de 300 magasins au Canada, aux États-Unis et au Moyen-Orient. Elle emploie environ 3 500 personnes en Amérique du Nord.